# Ненсі Вінн-Болтон
Ненсі Вінн-Болтон (англ. Nancye Wynne Bolton; 10 червня 1916 — 9 листопада 2001) — колишня австралійська тенісистка.
Перемагала на турнірах Великого шолома в одиночному та змішаному парному розрядах.

## Фінали турнірів Великого шлему

### Одиночний розряд: 9 (6–3)
| Результат | Рік  | Турнір              | Покриття | Суперниця           | Рахунок       |
| --------- | ---- | ------------------- | -------- | ------------------- | ------------- |
| Поразка   | 1936 | Чемпіонат Австралії | Трава    | Джоан Гартіґан      | 4–6, 4–6      |
| Перемога  | 1937 | Чемпіонат Австралії | Трава    | Емілі Гуд Вестакотт | 6–3, 5–7, 6–4 |
| Поразка   | 1938 | Чемпіонат США       | Трава    | Еліс Марбл          | 0–6, 3–6      |
| Перемога  | 1940 | Чемпіонат Австралії | Трава    | Телма Койн-Лонґ     | 5–7, 6–4, 6–0 |
| Перемога  | 1946 | Чемпіонат Австралії | Трава    | Джойс Фітч          | 6–4, 6–4      |
| Перемога  | 1947 | Чемпіонат Австралії | Трава    | Нелл Голл-Гопман    | 6–3, 6–2      |
| Перемога  | 1948 | Чемпіонат Австралії | Трава    | Марі Тумі           | 6–3, 6–1      |
| Поразка   | 1949 | Чемпіонат Австралії | Трава    | Доріс Гарт          | 3–6, 4–6      |
| Перемога  | 1951 | Чемпіонат Австралії | Трава    | Телма Койн-Лонґ     | 6–1, 7–5      |

### Парний розряд: 12 (10–2)
| Результат | Рік  | Турнір              | Покриття | Партнерка       | Суперниці                             | Рахунок       |
| --------- | ---- | ------------------- | -------- | --------------- | ------------------------------------- | ------------- |
| Перемога  | 1936 | Чемпіонат Австралії | Трава    | Телма Койн-Лонґ | Мей Блік Кетрін Вудвард               | 6–2, 6–4      |
| Перемога  | 1937 | Чемпіонат Австралії | Трава    | Телма Койн-Лонґ | Нелл Голл-Гопман Емілі Гуд Вестакотт  | 6–2, 6–2      |
| Перемога  | 1938 | Чемпіонат Австралії | Трава    | Телма Койн-Лонґ | Дороті Чені Дороті Воркмен            | 9–7, 6–4      |
| Перемога  | 1939 | Чемпіонат Австралії | Трава    | Телма Койн-Лонґ | Мей Гардкасл Нелл Голл-Гопман         | 7–5, 6–4      |
| Перемога  | 1940 | Чемпіонат Австралії | Трава    | Телма Койн-Лонґ | Джоан Гартіґан Емілі Німаєр           | 7–5, 6–2      |
| Поразка   | 1946 | Чемпіонат Австралії | Трава    | Телма Койн-Лонґ | Джойс Фітч Мері Бевіс Готон           | 7–9, 4–6      |
| Перемога  | 1947 | Чемпіонат Австралії | Трава    | Телма Койн-Лонґ | Джойс Фітч Мері Бевіс Готон           | 6–3, 6–3      |
| Перемога  | 1948 | Чемпіонат Австралії | Трава    | Телма Койн-Лонґ | Пат Джонс Мері Бевіс Готон            | 6–3, 6–3      |
| Перемога  | 1949 | Чемпіонат Австралії | Трава    | Телма Койн-Лонґ | Доріс Гарт Марі Тумі                  | 6–0, 6–1      |
| Поразка   | 1950 | Чемпіонат Австралії | Трава    | Телма Койн-Лонґ | Луїз Браф Доріс Гарт                  | 2–6, 6–2, 3–6 |
| Перемога  | 1951 | Чемпіонат Австралії | Трава    | Телма Койн-Лонґ | Джойс Фітч Мері Бевіс Готон           | 6–2, 6–1      |
| Перемога  | 1952 | Чемпіонат Австралії | Трава    | Телма Койн-Лонґ | Allison Burton Baker Мері Бевіс Готон | 6–1, 6–1      |

### Мікст: 8 (4–4)
| Результат | Рік  | Турнір               | Покриття | Партнер        | Суперник і суперниця          | Рахунок       |
| --------- | ---- | -------------------- | -------- | -------------- | ----------------------------- | ------------- |
| Поразка   | 1938 | Чемпіонат Франції    | Ґрунт    | Крістіан Буссю | Сімонн Матьє Драгутин Митич   | 6–2, 3–6, 4–6 |
| Поразка   | 1938 | Чемпіонат Австралії  | Трава    | Колін Лонг     | Марґарет Вілсон Джон Бромвіч  | 3–6, 2–6      |
| Перемога  | 1940 | Чемпіонат Австралії  | Трава    | Колін Лонг     | Нелл Голл-Гопман Геррі Гопмен | 7–5, 2–6, 6–4 |
| Перемога  | 1946 | Чемпіонат Австралії  | Трава    | Колін Лонг     | Джойс Фітч Джон Бромвіч       | 6–0, 6–4      |
| Поразка   | 1947 | Вімблдонський турнір | Трава    | Колін Лонг     | Луїз Браф Джон Бромвіч        | 6–1, 4–6, 2–6 |
| Перемога  | 1947 | Чемпіонат Австралії  | Трава    | Колін Лонг     | Джойс Фітч Джон Бромвіч       | 6–3, 6–3      |
| Перемога  | 1948 | Чемпіонат Австралії  | Трава    | Колін Лонг     | Телма Койн-Лонґ Білл Сідвелл  | 7–5, 4–6, 8–6 |
| Поразка   | 1951 | Вімблдонський турнір | Трава    | Мервін Роуз    | Доріс Гарт Френк Седжмен      | 5–7, 2–6      |

## Часова шкала турнірів Великого шлему в одиночному розряді
| W | Ф | ПФ | ЧФ | #Р | КТ | К# | DNQ | A | NH |

| Турнір                                 | 1935 | 1936 | 1937 | 1938 | 1939 | 1940 | 1941–1944 | 1945 | 1946 | 1947 | 1948 | 1949 | 1950 | 1951 | 1952 | SR     | W–L   | Перемога % |
| -------------------------------------- | ---- | ---- | ---- | ---- | ---- | ---- | --------- | ---- | ---- | ---- | ---- | ---- | ---- | ---- | ---- | ------ | ----- | ---------- |
| Відкритий чемпіонат Австралії з тенісу | 2р   | Ф    | П    | ПФ   | 2р   | П    | NH        | NH   | П    | П    | П    | Ф    | ПФ   | П    | ПФ   | 6 / 13 | 44–7  | 86.3       |
| Відкритий чемпіонат Франції з тенісу   |      |      |      | 3р   |      | NH   | R         |      |      |      |      |      |      |      |      | 0 / 1  | 1–1   | 50.0       |
| Вімблдонський турнір                   |      |      |      | 2р   |      | NH   | NH        | NH   |      | ЧФ   |      |      |      | 3р   |      | 0 / 3  | 7–3   | 70.0       |
| Відкритий чемпіонат США з тенісу       |      |      |      | Ф    |      |      |           |      |      | ПФ   |      |      |      |      |      | 0 / 2  | 7–2   | 77.8       |
| В-П                                    | 1–1  | 4–1  | 4–0  | 10–4 | 0–1  | 4–0  | –         | –    | 5–0  | 11–2 | 4–0  | 3–1  | 3–1  | 7–1  | 3–1  | 6 / 19 | 59–13 | 81.9       |

## Нотатки
1. ↑  У 1946 і 1947 роках чемпіонати Франції відбувалися після Вімблдону.
2. ↑  У 1946 і 1947 роках чемпіонати Франції відбувалися після Вімблдону.
3. ↑  Турнір обмежувався національним чемпіонатом Франції й відбувався під німецькою окупацією.